# Агаджанян, Николай Александрович
Никола́й Алекса́ндрович Агаджаня́н (28 января 1928, Хачмас, ЗСФСР, СССР — 27 декабря 2014, Москва, Россия) — советский и российский физиолог, академик РАМН (1993), почётный академик АН Республики Башкортостан (1991), доктор медицинских наук (1968), профессор (1970), заслуженный деятель науки РФ (1998), заслуженный работник высшей школы, отличник здравоохранения, академик Международной академии астронавтики (1983), Международной академии наук (1988), член-корреспондент АМН СССР (1986), академик и член президиума Российской экологической академии (1992), академик РАЕН (1999), Академии полярной медицины и экстремальной экологии человека (2000), Нью-Йоркской академии наук (1994), почётный профессор НИИ авиационной и космической медицины (1996), почётный профессор Российского университета дружбы народов, почётный доктор Архангельской государственной медицинской академии (1997), Ставропольского государственного университета, Лауреат премии Правительства РФ (2007), имеет звание «Соросовский профессор».

## Биография
Родился в г. Хачмасе Азербайджанской ССР.
В 1951 году окончил лечебный факультет Дагестанского государственного медицинского института.
Был зачислен в аспирантуру Института физиологии АМН СССР. Но в связи с призывом в армию, был отправлен в Институт авиационной медицины ВВС (Научно-исследовательский испытательный институт авиационной и космической медицины). В 1957 году на военном факультете при Центральном институте усовершенствования врачей защитил диссертацию на соискание учёной степени кандидата медицинских наук по теме «Влияние разреженной атмосферы на двигательные оборонительные рефлексы и некоторые вегетативные функции». В 1968 году в Институте медико-биологических проблем Министерства здравоохранения СССР защитил диссертацию на соискание учёной степени доктора медицинских наук по теме «Физиологическое обоснование общего давления и кислородного режима в обитаемых кабинах летательных аппаратов».
Место работы: научный сотрудник, начальник лаборатории Института авиакосмической медицины ВВС (1951—1963), заведующей лабораторией, отделом Института медико-биологических проблем Министерства здравоохранения СССР (1964—1981), заведующий кафедрой (1981—1998), почётный профессор (с 1999 г.) Университета дружбы народов (РУДН). Одновременно он — сопредседатель научных советов «Краевая патология и распространенные заболевания в Башкортостане», «Здоровье населения Республики Башкортостан: национальные приоритеты в медицине и здравоохранении».
Похоронен 29 декабря 2014 года на Армянском кладбище Москвы.

## Научная деятельность
Научные направления работы: адаптация человека к условиям полета в космосе, хронофизиология, адаптология и экология человека, этническая физиология, гипоксия и гиперкапния.
Изучал на животных влияние экстремальных условий полета на летательных аппаратах, на человеке выявлял резервных возможностей организма при выходе из строя системы жизнеобеспечения. Сам он неоднократно участвовал в подобных исследованиях в качестве добровольца-исследователя.
Организовав ряд научных экспедиций в регионы Центрального Тянь-Шаня, Памира, Кавказа, а также в Антарктиду (станция «Восток»), он доказал, что высокогорная адаптация повышает резистентность организма не только к гипоксии, но и к целому комплексу экстремальных факторов: высокие температуры, большие физические нагрузки и т. д.
Принимал непосредственное участие в подготовке и медицинском обеспечении первых космических полётов человека (в Институте проходили подготовку Ю. А. Гагарин и весь первый отряд будущих космонавтов).
Под руководством Н. Агаджаняна подготовлены 68 докторов и 108 кандидатов наук.
Он также является председателем редакционного совета журнала «Вестник восстановительной медицины», членом редакционных советов журналов «Экология человека», «Авиакосмическая и экологическая медицина», «Вестник новых медицинских технологий», «Микроэлементы» и других.

## Награды и звания
- Орден Красной Звезды (1978)
- Орден Дружбы народов (30.03.1988)[5]
- Заслуженный деятель науки РФ (1998)
- Золотая медаль ВДНХ (07.06.1991)
- Серебряная медаль ВДНХ (10.12.1985)
- Бронзовая медаль ВДНХ (19.12.1964)
- медали им. С. П. Королёва, М. В. Келдыша, Ю. А. Гагарина, А. С. Попова.

## Научные труды
Автор и соавтор более 800 научных публикаций, включая 44 монографии («Медицина и космос», «Хронобиология легких»), научно-популярные книги «Сквозь тернии к звёздам», «Зерно жизни», «Экология души», соавтор 8 изобретений.
- Биологические ритмы. — М.: Медицина, 1967. — 120 с.
- Человек, атмосфера и Солнце. — М.: Знание, 1968. — 64 с. (Новое в жизни, науке, технике. Серия «Медицина»).
- Агаджанян Н. А., Миррахимов М. М. Горы и резистентность организма / АН СССР. Отд-ние физиологии. — М.: Наука, 1970. — 184 с.
- Агаджанян Н. А. Организм и газовая среда обитания. — М.: Медицина, 1972. — 245 с.
- Агаджанян Н. А., Исабаева В. А., Елфимов А. И. Хеморецепторы, гемокоагуляция и высокогорье / АН КиргССР. Ин-т физиологии и эксперим. патологии высокогорья. — Фрунзе: Илим, 1973. — 282 с.88 с.
- Агаджанян Н. А. Ваша работоспособность сегодня / Н. А. Агаджанян, Л. А. Котельник, М. М. Горшков и др. — М.: Сов. Россия, 1978. — 88 с.
- Агаджанян Н. А., Катков А. Ю. Резервы нашего организма. — М.: Знание, 1979. — 144 с.
- Человеку жить всюду. — М.: Советская Россия, 1982. — 304 с.
- Адаптация и резервы организма. — М. : Физкультура и спорт, 1983. — 176 с.
- Агаджанян Н. А., Елфимов А. И. Функции организма в условиях гипоксии и гиперкапнии. — М.: Медицина, 1986. — 272 с.
- Человек и биосфера : медико-биологические аспекты. — М.: Знание, 1987. — 96 с.
- Агаджанян Н. А., Гневушев В. В., Катков А. Ю. Адаптация к гипоксии и биоэкономика внешнего дыхания / М-во высш. и сред. спец. образования СССР. — М. : Изд-во Ун-та дружбы народов, 1987. — 186 с.
- Агаджанян Н. А., Шабатура Н. Н. Биоритмы, спорт, здоровье. — М.: Физкультура и спорт, 1989. — 209 с. (Наука — спорту). ISBN 5-278-00083-X
- Агаджанян Н. А., Соколов А. Н. Ритмы космоса стучат в нашем сердце. — Тула : Приок. кн. изд-во, 1989. — 168 с. ISBN 5-7639-0006-5
- Агаджанян Н. А. Познай себя, человек! — М.; Астрахань : Изд-во Астрах. гос. мед. акад., 1995. — 339 с.
- Агаджанян Н. А., Никитюк Б. А., Полунин И. Н. Интегративная антропология и экология человека: области взаимодействия: (Очерки) / Рос. ун-т дружбы народов им. П. Лумумбы. — М.; Астрахань : Изд-во Астрахан. гос. мед. ин-та, 1995. — 134 с.
- Агаджанян Н. А., Петрова П. Г. Человек в условиях Севера. — М. : Изд. фирма «КРУК», 1996. — 208 с. ISBN 5-900816-14-1
- Агаджанян Н. А., Полунин И. Н., Тризно Н. Н. Экологические аспекты генеза токсического отека лёгких. — Астрахань : Изд-во Астрах. гос. мед. акад., 1996. — 179 с.
- Агаджанян Н. А., Ермакова Н. В. Экологический портрет человека на Севере. — М. : Изд. фирма «КРУК», 1997. — 208 с. ISBN 5-900816-20-6
- Экология человека : Словарь-справочник / Авт.-сост. Н. А. Агаджанян и др.; Под общ. ред. Н. А. Агаджаняна. — М. : Изд. фирма «КРУК», 1997. — 207 с. ISBN 5-900816-17-6
- Агаджанян Н. А., Гичев Ю. П., Торшин В. И. Экология человека : Избранные лекции / Под ред. Н. А. Агаджаняна. — М.; Новосибирск : Рос. экол. акад., 1997. — 355 с.
- Интегративная медицина и экология человека. Монография / Н. А. Агаджанян, О. А. Бутова, Ю. В. Брушков и др. ; под ред. Агаджаняна Н. А., Полунина И. Н. — М.; Астрахань; Пафос (Кипр): Астрахан. гос. мед. акад., 1998. — 355 с.
- Экологическая физиология человека. — М.: 1999.
- Агаджанян Н. А., Баевский Р. М., Берсенева А. П. Учение о здоровье и проблемы адаптации : (Теория и практика валеол. исслед.). — М.-Ставрополь : Изд-во Ставроп. гос. ун-та, 2000. — 203 с. ISBN 5-88648-226-1
- Агаджанян Н. А., Полунин И. Н., Трубников Г. А. Экологические аспекты бронхолегочной патологии Волжского Понизовья. — Астрахань: Изд-во Астрах. гос. мед. акад., 2000. — 154 с.
- Агаджанян Н. А., Макарова И. И. Среда обитания и реактивность организма. — Тверь : Фамилия, 2001. — 176 c. ISBN 5-88662-059-1
- Агаджанян Н. А., Воложин А. И., Евстафьева Е. В. Экология человека и концепция выживания : Учеб. пособие для студентов мед. и фармацевт. вузов. — М. : ГОУ ВУНМЦ МЗ РФ, 2001. — 239 с. ISBN 5-89004-143-6
- Агаджанян Н. А., Саламатина Л. В., Леханова Е. Н. Уровень здоровья и адаптации у населения Крайнего Севера. — М. : Вертикаль АНК ; Надым : Б.и., 2002. — 159 с. ISBN 5-9900104-9
- Агаджанян Н. А., Быков А. Т., Коновалова Г. М. Адаптация, экология и восстановление здоровья. — М.; Краснодар : Пилигрим-парк, 2003. — 260 с. ISBN 5-88702-093-8
- Агаджанян Н. А., Батоцыренова Т. Е., Сушкова Л. Т. Здоровье студентов : стресс, адаптация, спорт : учеб. пособие. — Владимир : Владимир. гос. ун-т, 2004. — 134 с.
- Стресс и теория адаптации. — М.: 2005.
- Куприянов С. В., Агаджанян Н. А. Рефлексогенная зона позвоночных артерий. — Чебоксары: Чуваш. гос. ун-т им. И. Н. Ульянова, 2005. — 135 с. ISBN 5-7677-0810-X
- Агаджанян Н. А., Мишустин Ю. Н., Левкин С. Ф. Хроническая гипокапниемия — системный патогенный фактор. — Самара: ФГУП «Самарский Дом печати», 2005. — 136 с.
- Агаджанян Н. А., Горожанин Л. С. Вступая в XXI век: кризис культуры и интеллигенция. — Иваново-Москва, 2005. — 52 с.
- Агаджанян Н. А., Петров В. И., Радыш И. В., Краюшкин С. И. Хронофизиология, хронофармакология и хрономедицина. — Волгоград: Изд-во ВолГМУ, 2005. — 334 с.
- Агаджанян Н. А., Кислицын А. Н. Горный климат, спорт и здоровье. — М.-Сочи : ОАО «СП», 2005. — 195 с.
- Агаджанян Н. А., Двоеносов В. Г., Ермакова Н. В., Морозова Г. В., Юсупов Р. А. Двигательная активность и здоровье. — Казань : Изд-во КГУ, 2005. — 216 с.
- Агаджанян Н. А., Уйба В. В., Куликова М. П., Кочеткова А. В. Актуальные проблемы адаптационной, экологической и восстановительной медицины. — М.: Медика, 2006. — 208 с.
- Агаджанян Н. А., Баевский Р. М., Берсенева А. П. Проблемы адаптации и учение о здоровье. — М.: Изд-во РУДН, 2006. — 284 с.
- Агаджанян Н. А., Александров С. И., Аптикаева О. И., Гаврилова Т. В., Гамбурцев А. Г. и др. Экология человека в изменяющемся мире / Под ред. В. А. Черешнева. — Екатеринбург: УрО РАН, 2006. — 562 с.
- Агаджанян Н. А., Смирнов В. М. Нормальная физиология: учебник для студентов медицинских вузов. — М.: Мед. информ. агентство, 2007. — 519 с. ISBN 5-89481-342-5
- Справочник врача общей практики : [в 2-х томах] / [Агаджанян Н. А. и др.]; под ред. А. Н. Агаджаняна. — М.: Эксмо, 2008. (Новейший медицинский справочник).; ISBN 978-5-699-25074-5
- Агаджанян Н. А., Григорьев А. И., Черешнев В. А., Сидоров П. И. и др. Экология человека. Учебник. (Гриф Минобрнауки РФ) — М.: Изд-во ГЭОТАР-Медиа, 2008. — 240 с.
- Агаджанян Н. А., Батоцыренова Т. Е., Семёнов Ю. Н. Эколого-физиологические и этнические особенности адаптации человека к различным условиям среды обитания. — Владимир: Владимирский гос. ун-т, 2009. — 168 с. ISBN 978-5-9984-0004-9
- Стресс. Адаптация. Репродуктивная система : монография / Н. А. Агаджанян [и др.]. — Н. Новгород : Изд-во НижГМА, 2009. — 294 с. ISBN 978-5-7032-0736-9
- Агаджанян Н. А., Нотова С. В. Стресс, физиологические и экологические аспекты адаптации, пути коррекции. — Оренбург : ИПК ГОУ ОГУ, 2009. — 274 с. ISBN 978-5-7410-0741-9
- Агаджанян Н. А., Цатурян Л. Д. Этническая физиология: экология, адаптация, здоровье. — Ставрополь : Изд-во СГУ : Сервисшкола, 2011. — 255 с. ISBN 978-5-88648-757-2
- Агаджанян Н. А., Степанов О. Г., Архипенко Ю. В. Корригирующее влияние изменённой газовой среды при функциональных нарушениях пищеварительной системы. — Майкоп: Изд-во МГТУ, 2011. — 212 с. ISBN 978-5-88941-076-8
- Агаджанян Н. А., Радыш И. В. Биоритмы, среда обитания, здоровье. — М.: Российский ун-т дружбы народов, 2013. — 362 с. ISBN 978-5-209-04299-0
- Агаджанян, Н. А., Жученко А. А. мл., Черкасов А. В. Экология человека в современном мире. — М.: Щербинская тип., 2014. — 244 с. ISBN 78-5-9243-0249-2